# L'Autrichienne
L'Autrichienne er en fransk film fra 1990 af Pierre Granier-Deferre.

## Medvirkende
- Ute Lemper som Marie Antoinette
- Patrick Chesnais som Herman
- Daniel Mesguich som Fouquier-Tinville
- Philippe Leroy som D'Estaing
- Rufus som Girard
- Pierre Clémenti som Hébert
- Paul Le Person som Simon